# Kościół św. Apostołów Piotra i Pawła w Kłaninie
Kościół pw. św. Apostołów Piotra i Pawła w Kłaninie – rzymskokatolicki kościół parafialny należący do dekanatu Bobolice, diecezji koszalińsko-kołobrzeskiej, metropolii szczecińsko-kamieńskiej, w Kłaninie, w województwie zachodniopomorskim.

## Architektura
Świątynia została wybudowana w XVIII w. na miejscu średniowiecznej budowli sakralnej. Kościół posiada drewnianą konstrukcję szachulcową. Przebudowa budynku nastąpiła w XIX w. Wówczas budowla została wzbogacona o stolarkę okienną z podziałami typową dla neogotyku.

## Duszpasterze
Na podstawie źródła.
- ks. Jan Schmelter (rektor 1967–1974)
- ks. Romuald Tomaszewski (rektor 1974–1977)
- ks. Stanisław Lament (1977–1984)
- ks. Ryszard Wojciechowski (1984–1988)
- ks. Stanisław Szuba (1988–1989)
- ks. Roman Molik (1989–1991)
- ks. Antoni Bolesta (1991)
- ks. Andrzej Sołtys (rektor, grudzień 1991–styczeń 1992)
- ks. Andrzej Korpusik (1992)
- ks. Bogdan Podbielski (1992–2002)
- ks. Andrzej Dubel (2002–2009)
- ks. Mariusz Kałas (2009–2017)
- ks. Roman Śledź (2017–obecnie)